# The Jam at the BBC
The Jam at the BBC è il terzo album dal vivo della band The Jam. La versione pubblicata nel 2002 contiene 3 cd per un totale complessivo di 56 brani. Nel 2005 è stata pubblicata dalla Universal Records un'altra versione composta da due soli cd (il terzo non è stato incluso) e 38 canzoni.

## Tracce

### CD 1
1. In the City
2. Art School
3. I've Changed My Address
4. Modern World
5. All Around the World
6. London Girl
7. Bricks & Mortar
8. Carnaby Street
9. Billy Hunt
10. In the Street Today
11. Combine
12. Sounds from the Street
13. Don't Tell Them You're Sane
14. Modern World
15. 'A' Bomb in Wardour Street
16. News of the World
17. Here Comes the Weekend
18. All Around the World

### CD 2
1. Thick as Thieves
2. Eton Rifles
3. Saturday's Kids
4. When You're Young
5. Absolute Beginners
6. Tales from the Riverbank
7. Funeral Pyre
8. Sweet Soul Music
9. Gift
10. Down in the Tube Station at Midnight
11. Ghosts
12. Absolute Beginners
13. Tales from the Riverbank
14. Precious
15. Town Called Malice
16. In the Crowd
17. Circus
18. Pretty Green
19. Start!
20. Boy About Town

### CD 3
1. Girl On The Phone
2. To Be Someone
3. It's Too Bad
4. Burning Sky
5. Away From The Numbers
6. Smithers-Jones
7. The Modern World
8. Mr. Clean
9. The Butterfly Collector
10. Private Hell
11. Thick As Thieves
12. When You're Young
13. Strange Town
14. Eaton Rifles
15. Down In The Tube Station At Midnight
16. Saturday's Kids
17. All Mod Cons
18. David Watts

## Formazione
- Paul Weller - voce, chitarra
- Bruce Foxton - basso
- Rick Buckler - batteria